# Carlopago
Carlopago (in croato: Karlobag) è una piccola cittadina situata sulle coste della Dalmazia settentrionale, in Croazia nella regione della Lika e di Segna.
È raggiungibile seguendo la Strada Maestra Adriatica, litoranea che congiunge Fiume con Ragusa di Dalmazia.

## Geografia fisica
È considerata la città più settentrionale della Dalmazia, la parte di costa più a nord, lungo il lato orientale del Quarnaro, dovendo essere correttamente distinta, agli effetti storici e geografici, come Liburnia.
La cittadina si trova ai piedi delle Alpi Bebie (Velebit), le particolari caratteristiche climatiche ne hanno fatto una meta turistica per soggiorni in case di cura.

## Storia
La città fu fondata dall'imperatore del Sacro Romano Impero Carlo IV, che diede il nome alla città.

## Società

### Etnie e minoranze straniere
A Carlopago esisteva una piccola comunità di italiani autoctoni, che rappresentano una minoranza residuale di quelle popolazioni italiane che abitarono per secoli ed in gran numero, le coste dell'Istria e le principali città di questa, le coste e le isole della Dalmazia, e il Quarnaro, che erano territori della Repubblica di Venezia. Questa minoranza di Carlopago, di dialetto veneto o istro-dalmata, scomparve dopo la fine della prima guerra mondiale.

## Geografia antropica

### Località
La municipalità di Carlopago è composta dalle seguenti 14 frazioni (naselja). Tra parentesi il toponimo in italiano. 
- Barić Draga (Barich[8])
- Došen Dabar
- Baške Oštarije
- Crni Dabar (Cerni Dabar[8])
- Cesarica (Cesarizza[8])
- Došen Dabar
- Karlobag (Carlopago), sede comunale
- Konjsko (Cognisco[8])
- Kućišta Cesarička
- Ledenik Cesarički
- Lukovo Šugarje (Zurcovo-Sugarie[9][10])
- Ravni Dabar
- Staništa
- Sušanj Cesarički
- Vidovac Cesarički